# Saurav (Wrestler)
Saurav Gurjar (* 5. Juni 1984 in Gwalior Madhya Pradesh, Indien) ist ein indischer Wrestler und ehemaliger Baseballspieler. Er steht derzeit bei WWE unter Vertrag und tritt regelmäßig in deren Show SmackDown auf.

## Wrestling-Karriere

### Ring Ka King (2011–2012)
Im Dezember 2011 nahm er am indischen Projekt Ring Ka King von Total Nonstop Action Wrestling teil, wo er unter dem Ringnamen Deadly Danda auftrat. Er war neben Abyss, Scott Steiner, Nick Aldis und Sonjay Dutt Mitglied von Jeff Jarretts Stable RDX.
Bis zu seiner Zeit bei der WWE beschäftigte er sich noch mit diversen Filmen.

### World Wrestling Entertainment (seit 2018)
Am 14. Januar 2018 unterzeichnete Gurjar einen Vertrag bei der WWE. Er gab sein NXT-Debüt bei einem Live Event in Orlando, wo er zusammen mit Rinku Singh gegen Danny Burch und Oney Lorcan kämpfte. Am 21. März 2019 wurden er und Singh von Robert Strauss bei NXT Live Events gemanagt. Gurjar trat zum ersten Mal im Fernsehen als Teilnehmer am Kampf der Worlds Collide auf. In der Folge von NXT vom 25. März 2020 feierten er, Singh und Manager Malcolm Bivens ihr Fernsehdebüt und griffen den damaligen NXT Tag-Team-Champion Matt Riddle an. In der folgenden Woche stellte Bivens sie als Rinku und Saurav vor und enthüllte ihren Teamnamen als Indus Sher. In der folgenden Woche besiegte Indus Sher Ever-Rise in ihrem Debüt-Match.
Am 10. Mai 2021 gab er sein Debüt, als Bodyguard von Jinder Mahal, bei Raw. Hier erhielt er auch den Ringnamen Shanky. Am 4. Oktober 2021 wurde er beim WWE Draft zu SmackDown gedraftet. Im April 2022 wurde sein Ringname zu Sanga geändert.